# Richard Reidy
Richard Francis Reidy (ur. 30 maja 1958 w Worcester) – amerykański duchowny rzymskokatolicki, biskup Norwich od 2025.

## Życiorys
Święcenia kapłańskie przyjął 25 lipca 1994 i został inkardynowany do diecezji Worcester. Uzyskał bakalaureat z politologii na College of the Holy Cross w Worcester i doktorat z prawa na Boston College. Studiował również na Papieskim Uniwersytecie Gregoriańskim oraz Papieskim Uniwersytecie Świętego Tomasza z Akwinu. Licencjat z prawa kanonicznego uzyskał na Katolickim Uniwersytecie Ameryki. Pełnił posługę w kilku parafiach, był m.in. rektorem kościoła katedralnego w latach 1995–2008.
12 lutego 2025 papież Franciszek mianował go biskupem Norwich. Sakry udzielił mu 29 kwietnia 2025 Christopher Coyne, arcybiskup Hartford, towarzyszyli mu biskupi Robert McManus oraz James Ruggieri.